# El Moro, Guanajuato
El Moro är en ort i Mexiko.   Den ligger i kommunen Yuriria och delstaten Guanajuato, i den centrala delen av landet, 240 km väster om huvudstaden Mexico City. El Moro ligger 1 750 meter över havet och antalet invånare är 381.
Terrängen runt El Moro är kuperad. Runt El Moro är det ganska tätbefolkat, med 214 invånare per kvadratkilometer. Närmaste större samhälle är Uriangato, 14,8 km öster om El Moro. I omgivningarna runt El Moro växer huvudsakligen savannskog.